# Bruciare per te
Bruciare per te è un singolo della cantautrice italiana Elisa, il terzo estratto dal suo album in studio On, pubblicato il 26 agosto 2016.

## Descrizione
Il brano, che unisce pop ed elettronica, e influenzato dal dubstep e dal trap, è uno dei due brani in italiano presenti in On. Alla fine della canzone, è presente una registrazione della nonna di Elisa, scomparsa nel 2013, che canta Serenata a Marirosa di Otello Boccaccini:
(Elisa)

## Accoglienza
All Music Italia, recensendo la canzone, riporta che musicalmente «parte sussurrato per poi sfociare in un’esplosione nel ritornello che mette in risalto le note capacità vocali della cantautrice».

## Video musicale
Il video musicale del brano è stato pubblicato attraverso il canale ufficiale della cantante il 17 settembre 2016. Il video, diretto da Mauro Simionato e coreografato da Veronica Peparini, è stato registrato presso Mesagne e la Riserva naturale statale Torre Guaceto.
L'anteprima del video è stata riprodotta il 17 settembre 2016 alla première del film L'estate addosso diretto da Gabriele Muccino, presso l 'UCI Cinemas Bicocca di Milano.

## Tracce
Testi e musiche di Elisa Toffoli.
1. Bruciare per te – 4:56

## Formazione
- Elisa – voce, programmazione
- Michele Canova Iorfida – pianoforte, tastiera, Fender Rhodes, sintetizzatore, programmazione
- Tim Pierce – chitarra
- Andrea Rigonat – assolo di chitarra

## Successo commerciale
Nella settimana 2 del 2017 il singolo viene certificato Oro per aver superato le 25 000 copie vendute. Nel 2018 il singolo viene certificato platino per aver superato le 50 000 copie vendute.

## Classifiche
| Classifica (2016)         | Posizione massima |
| ------------------------- | ----------------- |
| Italia                    | 90                |
| Italia (airplay)          | 5                 |
| Italia (airplay italiane) | 3                 |
| Italia (airplay tv)       | 1                 |